# 진리공정당
진리공정당(다리어: حزب حق و عدالت)은 아프가니스탄의 다민족 정당이다. 당 임시위원회는 45명으로 구성되며 당 임원들은 파슈툰인과 타지크인, 우크베크인, 발루치인, 누리스탄인을 대표하는 인물로 구성되었다. 부대표는 우즈베크계 아사둘라 왈왈지가 역임하였다.